# Петишовци
Петишовци (словен. Petišovci, мађ. Petesháza) су насељено место у општини Лендава, Помурска регија, Словенија.

## Историја
До територијалне реорганизације у Словенији били су у саставу старе општине Лендава.

## Становништво
У попису становништва из 2011. године, Петишовци су имали 859 становника.
| Број становника према пописима | Број становника према пописима | Број становника према пописима |
| ------------------------------ | ------------------------------ | ------------------------------ |
| 1991                           | 2002                           | 2011                           |
| 891                            | 843                            | 859                            |